# Ciklops
Ciklops (lat. Cyclops)je jedan od najčešćih slatkovodnih rodova (lat. genus) podklase kopepoda, iz klase maksilopoda. Ovaj rod je brojan, sa preko 400 vrsta. Prepoznatljiva karakteristika ovog roda je prisustvo jednog oka na vrhu glave. U narodu je zajedno s nekim drugim kopepodama poznat kao vodena buva.

## Etimologija
Naziv ove vrste potiče od latinske reči - Cyclops, koja sama vodi poreklo od reči grčkog porekla - Kyklōps, kiklops, i u prvobitnom značenju podrazumeva mitsko biće iz mitologije antičke Grčke koje je posedovalo jedno oko na sred čela. Ovu karakteristiku poseduje i biološka vrsta ciklops, s obzirom da ima jedno oko pozicionirano na vrhu glave, kao prepoznatljivu osobinu. Zajedno sa dafnijama je u narodu poznat kao vodena buva.

## Anatomija i morfologija
Vrste ovog roda variraju u njihovoj veličini. Raspon veličine jedinki roda ciklops se kreće od 0,5 do 5 mm. Morfološki mogu se zapaziti razlike kako među vrstama roda, tako i među jedinkama suprotnih polova iste vrste, dakle u izvesnoj meri kod ovog roda se javlja polni dimorfizam. Imaju telo žućkaste, ili sivkaste boje koje je sačinjeno iz dva jasno odvojena dela. Prednji deo je sačinjen od glavenog i grudnog dela koji su srasli u glaveno-grudni deo tela (cephalothorax). Ovaj deo tela nosi dva para antena, od kojih je prvi par znatno duži kao i jedno tamno ili crvenkasto oko. Cefalotoraks takođe sadrži pet torakalnih segmenata kod mužjaka i četiri segmenta kod ženki. Drugi, zadnji deo je sastavljen od šest torakalnih i četiri kaudalna segmenta bez nogu. Sa zadnjeg dela tela se pružaju dva kaudalna segmenta, furke kod ženki i tri furke kod mužjaka koji mogu biti teško uočljivi. Ciklops poseduje pet pari nogu. 

## Stanište i ponašanje
Ovaj rod je kosmopolit slatkih voda, s tim što se može naći i u braktičnim vodama. Živi duž obala koje su obrasle rastinjem i u vodenim sredinama bez toka ili u sporim tekućicama. U ovoj okolini se hrani komadićima organskih materija biljnog ili životinjskog porekla. I samim ciklopsom se hrani veliki broj akvatičnih životinja, te ovaj rod ima značajno mesto u lancu ishrane. Kreće se, za ovaj organizam karakteističnim, trzajućim pokretima. Razmnožavaju se velikom brzinom. Pare se tako što mužjak prvim, razvijenijim i dužim parom svojih antena pridržava ženku tokom kopulacije. Ženke imaju velike i jasno vidljive dve jajne kese. Larva prisutna kod ciklopsa je naupilus. Životni vek ovog organizma uglavnom iznosi oko tri meseca. Pri uslovima koje ovaj organizam ne preferira, ima sposobnost da obilato luči sluz, obrazujući na taj način od nje zaštitni ogrtač.

## Značaj
Ciklops ima značaj kao prelazni domaćin drakunkulijaze i riblje patljičare, kao takav, nepoželjno je njegovo prisustvo u vodi koja je u upotrebi čoveka.

### Metodi kontrole
Prisustvo ciklopsa se može kontrolisate na više fizičkih, hemijskih, bioloških i dr. metoda. Ciklops se može izdvojiti iz uzorka vode čistom filtracijom, što i jeste najjednostavniji metod. Takođe se može ubiti prokuvavanjem vode, pošto umire na temperaturama preko 60 stepeni Celzijusa. Može se, zajedno s larvom drakunkulijaze, istrebiti dovoljnom količinom hlora u vodi, i to količinom od 5 ppm(deo na milion delova), ali ovakva voda ima loš ukus za piće. Može se u ovu svrhu upotrebiti i kreč ili temefos. Populacija ciklopsa se može dovesti pod kontrolu i upotrebom njegovih prirodnih predatora. U Indijskoj državi Karnataka postoji karakterističan, uspešan primer upravo biološke borbe protiv ovih štetočina, gde je korišćena vrsta ribe Gambusia s ciljem iskorenjivanja drakunkulijaze iz te oblasti. Korišćenje modernih instalacija za dopremanje vode je samo po sebi dovoljna preventivna mera. 

## Literatura
- Krunić, M: Zoologija invertebrata 1, Naučna knjiga, Beograd, 1977
- Dogelj, V, A: Zoologija beskičmenjaka, Naučna knjiga, Beograd, 1971
- Krunić, M: Zoologija invertebrata 2, Naučna knjiga, Beograd, 1979
- Mariček, magdalena, Ćurčić, B, Radović, I: Specijalna zoologija, Naučna knjiga, Beograd, 1986
- Marcon, E, Mongini, M: Sve životinje sveta, IRO Vuk Karadžić, Beograd, 1986